# Катрін Камільєрі
Катрін Камільєрі (англ. Katrine Camilleri; нар. 24 лютого 1970, Мальта) — мальтійська юристка і директорка Єзуїтської Служби Біженців (ЄСБ) (англ. Jesuit Refugee Service, JRS). Відома своєю працею про біженців на човнах, за яку в 2007 році отримала Премію Нансена.

## Освіта
Будучи студенткою, Катрін вивчала юриспруденцію і займалася дослідженням доступу до прав і захисту біженців. Після закінчення в 1994 році Мальтійського університету, вона влаштувалася працювати в невеличку юридичну компанію, де вступала в контакт з біженцями.

## Робота
У 2002 році кількість шукачів притулку та економічних мігрантів, які приїхали на Мальту на човнах, різко зросла. З такою ж ситуацією стикнулися ще кілька європейських країн Середземномор'я. Після першої роботи по запобіганню депортації лівійського шукача притулку, який ризикував стати жертвою переслідувань при поверненні додому, інтерес Камільєрі до захисту біженців все більше зростав. У 1996 році вона почала співпрацювати з Мальтовим офісом Єзуїтської Служба Біженців, спочатку як волонтер, потім з частковою зайнятістю та згодом на повний робочий день. ЄСБ стала першою організацією, яка регулярно пропонувала професійні юридичні послуги затриманим на Мальті. З 1997 року Камільєрі надає юридичну консультацію сотням осіб, які перебувають у адміністративних ізоляторах на Мальті.
У 2007 році їй було присвоєно премію Нансена у справах біженців (премія ООН у справах біженців) за визнання її роботи за права людей, які на човнах рятуються через Середземне море.